# 27521 Josschindler
27521 Josschindler è un asteroide della fascia principale. Scoperto nel 2000, presenta un'orbita caratterizzata da un semiasse maggiore pari a 2,8782052 au e da un'eccentricità di 0,0720445, inclinata di 2,91458° rispetto all'eclittica.